# Бнаяху, Ави
А́ви Бная́ху (вариант транскрипции: Бнайя́ху) (ивр. אבי בניהו‎; полное имя: Авраа́м Бная́ху (ивр. אברהם בניהו‎); род. 22 октября 1959, Тель-Авив, Израиль) — израильский журналист и специалист по связям с общественностью, бригадный генерал запаса Армии обороны Израиля.
Глава пресс-службы Армии обороны Израиля с августа 2007 по апрель 2011 года; в прошлом командир и главный редактор радиостанции «Галей Цахаль» (2001—2007).

## Биография
Ави Бнаяху родился 22 октября 1959 года в районе Яд-Элияху в Тель-Авиве, Израиль, в семье Яакова и Леи Бнаяху, выходцев из Дамаска, Сирия (исконная фамилия: Джаджати). С 1965 по 1973 год учился в начальной школе «Бар Гиора», с детства был активистом движения «Ха-шомер ха-цаир». С 1974 по 1975 год учился в школах «Шевах» и «Амаль-Менаше».
В рамках деятельности в движении присоединился к ячейке «Ха-шомер ха-цаир» в кибуце Лехавот-Хавива, с которым и связал дальнейшую жизнь.
В 1977 год был призван на службу в Армии обороны Израиля. Служил в Разведывательном управлении ВВС Израиля: служба Бнаяху проходила на базе ВВС «Эцион» на Синайском полуострове недалеко от Эйлата, где он участвовал в ежемесячных разведполётах, а затем участвовал в экспериментальном проекте по введению в эксплуатацию засекреченного факсимильного аппарата.
По окончании службы в 1980 году в звании сержанта вернулся в кибуц и занялся сельскохозяйственной работой. Продолжал принимать участие в деятельности движения «Ха-шомер ха-цаир» в качестве инструктора, во время одной из ежегодных конференций движения был назначен ответственным за освещение конференции в прессе.
Работал корреспондентом в газете «Маарив» (с 1982 по 1984 год), затем корреспондентом и военным комментатором в газете «Аль ха-мишмар» (с 1985 по 1992 год).
При этом Бнаяху продолжал являться на резервистскую службу в разведывательном отделе базы ВВС «Хацерим» и в качестве резервиста принял участие в Первой ливанской войны в разведывательном отделе вертолётной эскадрильи. В дальнейшем Бнаяху был к своему разочарованию переведён в рамках резервистской службы на водительскую должность и, выражая недовольство таким распределением, начал публиковать критические статьи о быте на базах ВВС, чем вызвал раздражение Командующего ВВС, генерал-майора Амоса Лапидота, решившего отстранить Бнаяху от службы в ВВС. В ответ на протест Бнаяху, угрожавшего обратиться к премьер-министру и министру обороны Израиля с целью оспорить его отстранение от службы за журналистскую деятельность, Бнаяху был перераспределён на резервистскую службу в армейской газете «Ба-махане».
С 1987 по 1992 год возглавлял ячейку военных журналистов в Ассоциации журналистов Израиля; в 1988 году был казначеем ассоциации и членом её комитета. В 1992 году вошёл в состав Национальной комиссии по борьбе с дорожно-транспортными происшествиями.
В 1992 году был вновь призван в Армию обороны Израиля и назначен главой отделения связи с прессой в пресс-службе армии в звании подполковника (сган-алуф). В 1993 году был пресс-секретарём израильской делегации на мирных переговорах с ООП в Табе, в 1994 году — пресс-секретарём израильской делегации на мирных переговорах с Иорданией.
1 ноября 1995 года стал пресс-советником премьер-министра и министра обороны Ицхака Рабина, после убийства Ицхака Рабина 4 ноября 1995 года исполнял эту должность при преемнике Рабина, премьер-министре и министре обороны Шимоне Пересе, а затем, с 1996 по 1999 год, при министре обороны Ицхаке Мордехае. В 1998 году участвовал в палестино-израильских мирных переговорах в Уай-Ривер, США.
После выхода Ицхака Мордехая в отставку Бнаяху начал работать в фирме по связям с общественностью под руководством Эяля Арада и принял активное участие в продвижении новой «Партии Центра», одним из лидеров которой стал Мордехай.
С 2000 по 2001 год работал журналистом и комментатором по вопросам армии и обороны на армейской радиостанции «Галей Цахаль», при этом исполняя также должность особого советника Корпуса армейского просвещения и молодёжи.
В 2001 году был повышен в звании до полковника (алуф-мишне) и назначен командиром и главным редактором радиостанции «Галей Цахаль» (вступил в должность 1 июня 2001 года). В этом же году стал членом президиума Совета журналистов Израиля. Исполнял должность командира «Галей Цахаль» до 2007 года.
7 августа 2007 года Бнаяху было присвоено звание бригадного генерала (тат-алуф), и он был назначен пресс-секретарём Армии обороны Израиля, сменив на посту бригадного генерала Мири Регев.
7 апреля 2011 года Бнаяху передал командование пресс-службой армии бригадному генералу Йоаву (Поли) Мордехаю и приступил к осуществлению возложенного на него Генштабом армии проекта в сфере новых медиа.
В мае 2011 года Бнаяху был избран «человеком года в сфере СМИ» Израильской ассоциацией по связям с общественностью.
Сообщалось, что накануне окончания военной службы Бнаяху получил ряд предложений занять различные должности в общественной и политической сфере, как то предложение представить свою кандидатуру на пост секретаря кибуцного движения «Ха-Тнуа ха-кибуцит», на пост главы регионального совета Менаше и на место в депутатском списке партии «Авода» накануне грядущих выборов в кнессет.
После выхода в отпуск накануне выхода в запас из армии возглавил открытую им фирму «Бнаяху эстратегья ве-йиуц Лтд.» («Бнаяху — стратегия и консультация Лтд.») по предоставлению услуг стратегического консалтинга ряду компаний, в том числе компании «Шемен нефт ве-газ» по поиску и разработке нефтяных и газовых месторождений, председателем совета директоров которой был назначен бывший Начальник Генштаба Габи Ашкенази.
При этом Бнаяху также вёл курс на тему журналистики, связей с общественностью и новых медиа в Еврейском университете в Иерусалиме.
В ноябре 2012 года вышел в запас из армии и продолжил работу в основанной им компании.
В 2014 году Бнаяху вместе с бывшим Начальником Генштаба армии Габи Ашкенази, к которому Бнаяху был приближён в свою бытность главой пресс-службы армии, проходил подозреваемым по делу о «Документе Харпаза», фальсифицированном документе, использованном в рамках «подковёрного» противостояния между Ашкенази и министром обороны Эхудом Бараком: полиция вменяла Бнаяху и Ашкенази воспрепятствование осуществлению полицейского расследования по делу. Однако в январе 2016 года Юридический советник правительства Йехуда Вайнштейн распорядился закрыть дело против Бнаяху и Ашкенази ввиду отсутствия состава преступления в их деяниях.
Обладает обширными связями в политических и деловых кругах Израиля. Среди клиентов компании Бнаяху израильская баскетбольная премьер-лига. В ходе эпидемии коронавирусной инфекции весной 2020 года Бнаяху предоставлял услуги консультирования по антикризисному управлению муниципалитету города Бней-Брак.
Ведёт свою колонку в газете «Маарив».
В 2019 году вошёл также в состав Совета директоров израильской компании S.R Accord, специализирующейся на предоставлении финансовых услуг, включая небанковское кредитование, в качестве независимого директора.

### Образование и личная жизнь
Обладает степенью бакалавра Хайфского университета (в области политологии).
Проживает в кибуце Лехавот-Хавива с женой Пниной Бнаяху, у пары трое детей: сын Ори и дочери Тамар и Инбаль.
Сын Бнаяху, Ори, работает в гостиничном бизнесе, в сентябре 2023 года занял должность генерального директора гостиницы Leonardo Beach в Тель-Авиве.

## Публикации
- Перечень публикаций Бнаяху в газете «Маарив» (Архивная копия от 2 декабря 2022 на Wayback Machine) (иврит)
- תא"ל אבי בניהו מלחמת ההסברה בעידן הדיגיטלי מערכות 445, אוקטובר 2012 (Бригадный генерал Ави Бнаяху, «Война за публичную дипломатию в дигитальную эпоху», «Маарахот» № 445 (октябрь 2012)) (Архивная копия от 3 ноября 2021 на Wayback Machine) (иврит)